# The Pumpkin Karver
The Pumpkin Karver è un film slasher del 2006 scritto da Robert Mann e Sheldon Silverstein, prodotto da Sheldon Silverstein e diretto da Robert Mann. Protagonisti del film sono gli attori Michael Zara, Amy Weber, Minka Kelly, Terrence Evans e Charity Shea.

## Trama
Jonathan è un adolescente molto timido che abita con sua sorella Lynn, fidanzata con il malvivente Alec. La notte di Halloween, Alec cerca di spaventare Lynn fingendosi un assassino. Jonathan, spaventato dalle urla della sorella, uccide involontariamente Alec.
Un anno dopo, Jonathan e Lynn si trasferiscono in un'altra città per iniziare una nuova vita. I due vengono invitati ad una festa di Halloween alla quale partecipano anche Tammy, Grazer, Spinner, Lance, Rachel, Brian, Yolanda e Vicki. Ben presto Jonathan inizia a sospettare che Alec sia tornato in vita e che si aggiri per il luogo ove si svolge la festa con intenti minacciosi.
Quella notte, Rachel intende avere rapporto sessuale nel suo furgoncino con l'amico di Lance, A.J, il quale se ne va infuriato dopo che Rachel lo colpisce. La ragazza va poi alla ricerca di A.J e quando non lo trova, fa ritorno al furgoncino dove viene attaccata ed uccisa da un killer misterioso.
Più tardi, anche Brian viene attaccato ed ucciso mentre Jonathan si scontra diverse volte con Ben Wicket, un anziano molto ambiguo che vive nelle vicinanze. Più tardi, Yolanda e Vicki trovano il cadavere di Rachel e fuggono terrorizzate informando Grazer e Spinner della cosa. I due ragazzi, troppo ubriachi, non credono a quanto alle ragazze e si allontanano. Spinner si separa da Grazer per andare a urinare e viene colpito e decapitato con una falce.
Jonathan scompare e Lynn e Tammy si mettono a cercarlo. Durante la ricerca, Lynn incontra Lance, il quale tenta di violentarla. Lynn riesce a scappare via mentre Lance viene pugnalato a morte.
Tammy è perseguita dall'assassino, il quale riesce ad intrappolarla in una trappola per orsi e poi la uccide pugnalandola ripetutamente. Lynn e Jonathan si incontrano, poi Jonathan si ritrova a dover affrontare l'assassino il quale si rivela essere non Alec ma Ben Wicket, che appariva agli occhi di Jonathan con l'aspetto di Alec a causa del trauma subito l'anno precedente. Jonathan riesce ad uccidere l'assassino.
La mattina successiva arriva la polizia. Dopo essere stati interrogati, Jonathan e Lynn si preparano a partire, ma Jonathan viene improvvisamente posseduto da Alec, rivelando che era lui l'assassino e che Ben aveva cercato di ucciderlo per fermarlo.
Il film finisce con Jonathan intento ad uccidere Lynn.

## Distribuzione
Il film venne distribuito direct-to-video il 31 ottobre 2006 dalla First Look International.